# ژتا گودال
ژتا گودال (هلندی: Jetta Goudal؛ ۱۲ ژوئیهٔ ۱۸۹۱ – ۱۴ ژانویهٔ ۱۹۸۵) یک هنرپیشه هلندی‌الاصل اهل ایالات متحده آمریکا بود.